# The Dangerous Crew
The Dangerous Crew — оклендський реп-гурт, сформований Too Short. До його складу входили: Shorty B (гітара, бас-гітара, барабани), Pee-Wee (клавішні, барабани, гітара), Ент Бенкс (клавішні, драм-машина, зведення), репери Too Short, Goldy, Rappin' Ron, Spice 1 і Father Dom. The Dangerous Crew та Too Short співпрацювали з R&B-гуртом About Face.
Хоча гурт розпався у 1996 р., багато колишніх учасників розпочали успішні сольні кар'єри. Too Short продовжив видавати свої студійні альбоми, Ент Бенкс спродюсував пісні таких виконавців як E-40, Снуп Доґґ, Ice Cube, Too Short, T.W.D.Y. (альбоми Derty Werk і Lead the Way). Shorty B зіграв гітарні партії на релізах TLC, Тупака, Brandy, T.I. та ін. 14 грудня 1996 р. Rappin' Ron загинув в автомобільній аварії.

## Дискографія
- 1988: Dangerous Crew[1]
- 1995: Don't Try This at Home